# Parafia Najświętszej Maryi Panny Fatimskiej w Krysowicach
Parafia Najświętszej Maryi Panny Fatimskiej w Krysowicach – parafia rzymskokatolicka należąca do dekanatu Mościska archidiecezji lwowskiej w Krysowicach na Ukrainie.

## Historia parafii
Parafia została erygowana w 2009 roku z parafii w Strzelczyskach.
Kościół parafialny jest przebudowaną kaplicą z dawnego dworu Stadnickich. Poświęcenia jego górnej części dokonano w 1995 roku.

## Proboszczowie
- ks. Paweł Antolak (2009 - 2019)
- ks. Andrzej Draws (2019 - nadal)

## Grupy parafialne
- Żywy Różaniec, ministranci, schola, Dzieci Maryi, Rycerze Kolumba, Straż Honorowa Niepokalanego Serca NMP[1].

## Terytorium parafii
Terytorium parafii obejmuje wieś Krysowice w Obwodzie lwowskim na Ukrainie.